# Prenzlauer Berg

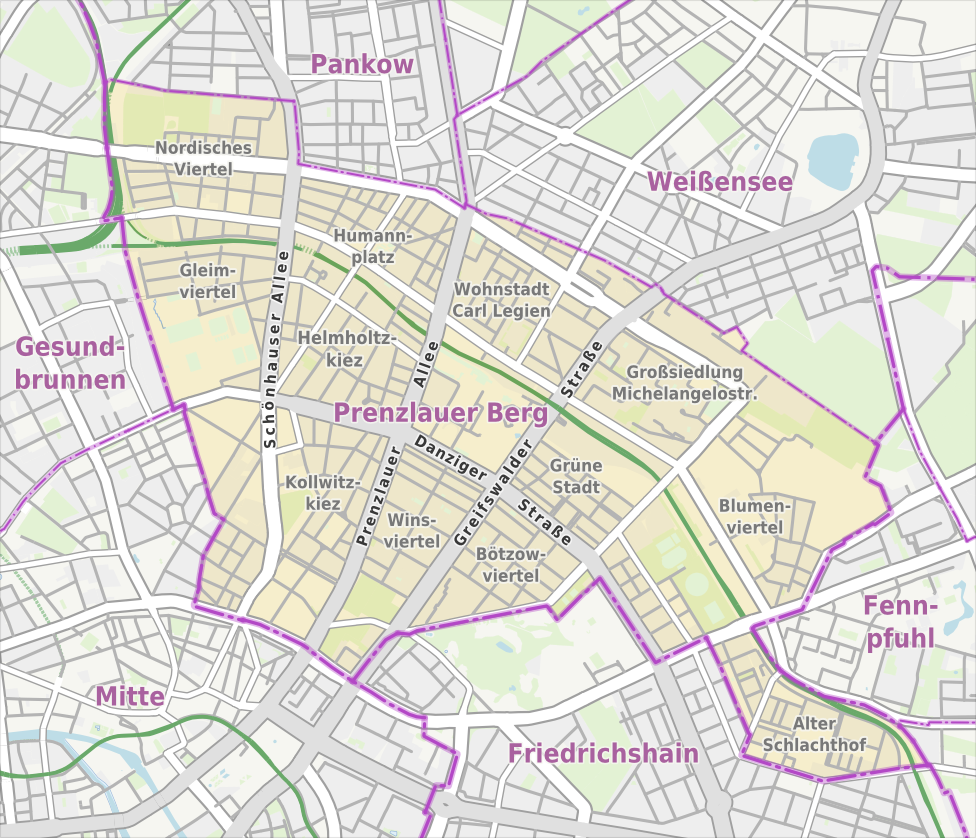
Mappa del quartiere

Prenzlauer Berg, chiamato colloquialmente anche Prenzlberg o Pberg, è un quartiere del distretto berlinese di Pankow, costituito in gran parte da quartieri della Gründerzeit. Dalla sua fondazione nel 1920 fino alla fusione con i vicini distretti di Weißensee e Pankow nella riforma amministrativa del 2001, è stato un distretto indipendente, 

## Posizione
Il quartiere di Prenzlauer Berg fa parte del distretto di Pankow, nel nord-est di Berlino, e confina con il distretto di Mitte a ovest e sud-ovest, con il distretto di Friedrichshain-Kreuzberg a sud, con il distretto di Lichtenberg a est e con i distretti di Weißensee e Pankow a nord.
Dal punto di vista geologico, il distretto si trova interamente sulla morena del Barnim e confina a sud-ovest (con il distretto di Mitte) con la valle glaciale di Berlino, formatasi durante l'era glaciale.
Il punto più alto del distretto si trova oggi a 91 metri sul livello del mare, a nord-est, nel Volkspark Prenzlauer Berg. Questa montagna è stata creata dopo la Seconda Guerra Mondiale come una delle montagne di macerie, ammassando le macerie della città e piantando poi del verde.

## Storia
Fino al XIX secolo, l'area di Prenzlauer Berg non era quasi per nulla costruita. I terreni, adibiti ad uso agricolo, erano attraversati da tre importanti strade radiali (le attuali Schönhauser Allee, Prenzlauer Allee e Greifswalder Straße).
Nel 1829 l'area fu incorporata nella città di Berlino. La posizione esterna alla cerchia muraria, tuttavia, ne permise solo uno sviluppo limitato. Caratteristici della zona erano i numerosi mulini a vento.
Nel 1862, a causa del grande incremento demografico, fu approvato un importante piano di ampliamento della città (piano Hobrecht). Prenzlauer Berg, immediatamente a nord delle mura cittadine, fu perciò densamente costruita.

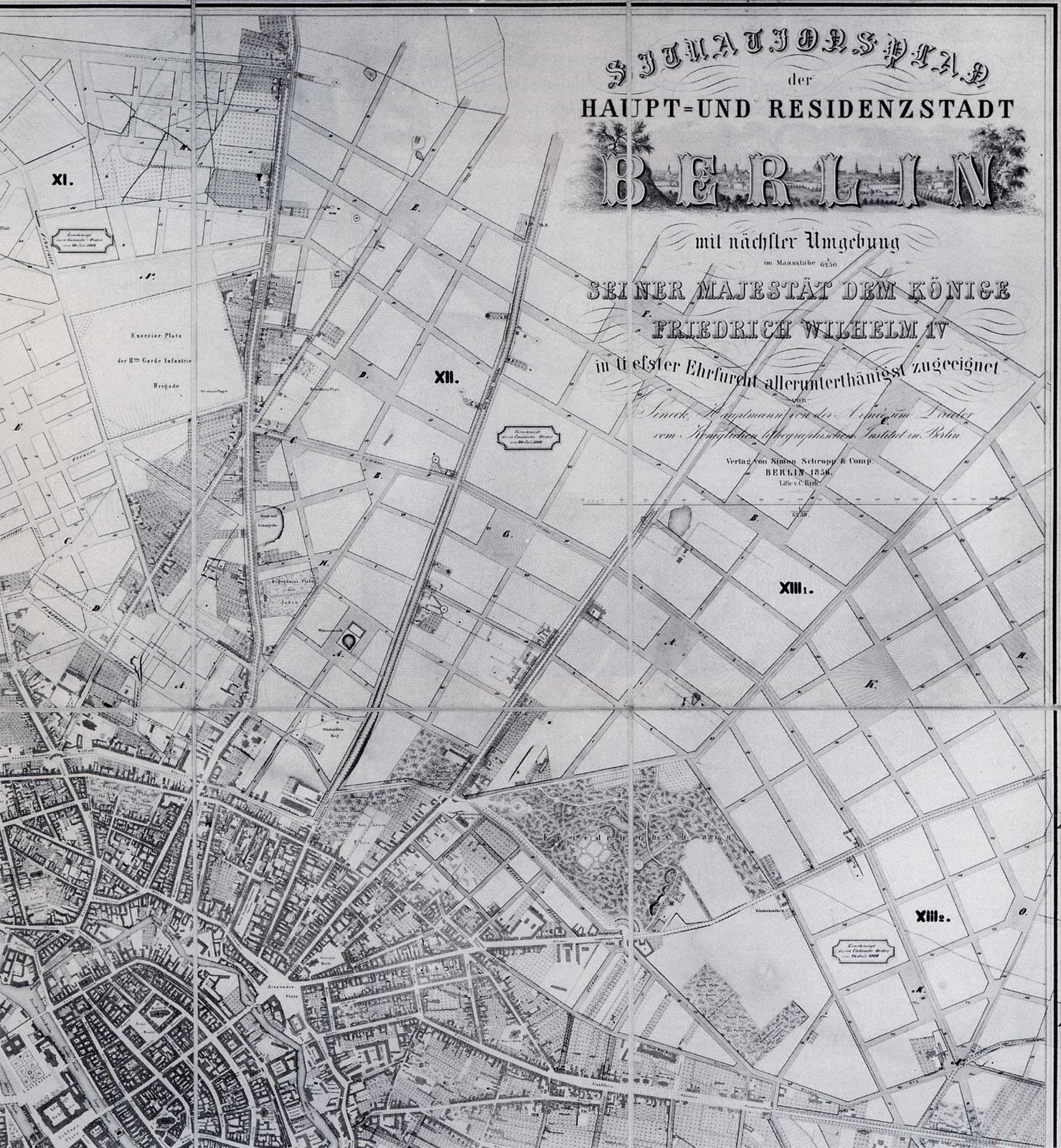
Il piano Hobrecht nell'area di Prenzlauer Berg

Lo sviluppo edilizio fu concentrato fra il 1870 e il 1914, e caratterizzato dalle Mietskaserne ("caserme d'affitto"), edifici destinati alle classi proletarie o piccolo-borghesi, con densità molto alte e mancanza di verde, pubblico e privato. Anche alcuni complessi industriali (officine del gas, macello) si insediarono nel quartiere, lungo il percorso della Ringbahn (ferrovia circolare, aperta nel 1872).
Dopo la prima guerra mondiale si arrestò la costruzione di caserme d'affitto, sostituite da un'edilizia meno densa, di cui costituisce un esempio la Wohnstadt Carl Legien, costruita su progetto di Bruno Taut. Le zone già costruite non furono però modificate e mantengono ancora oggi l'immagine della fine ottocento.
Nel 1920, con la creazione della "Grande Berlino" (tramite annessione dei comuni limitrofi), Prenzlauer Berg assunse lo status di distretto (Bezirk), inizialmente con il nome di Prenzlauer Tor. Il nome attuale deriva da un'altura (Berg), posta nei pressi dell'antica porta di Prenzlau.
Durante la seconda guerra mondiale il quartiere, caso raro a Berlino, non soffrì molti danni: solo il 10% degli edifici fu distrutto; il 72% rimase addirittura intatto. I danni furono rapidamente riparati, spesso con la realizzazione di piccole aree verdi sulle aree degli edifici distrutti. Dopo la guerra, Prenzlauer Berg fu assegnato al settore di occupazione sovietico, e quindi a Berlino Est.
Nel 1961 la costruzione del muro di Berlino separò Prenzlauer Berg dal quartiere confinante di Wedding (Gesundbrunnen). La costruzione, nei decenni successivi, di nuovi, grandi quartieri residenziali, consentì una rapida diminuzione della popolazione del quartiere, fino ad allora eccessivamente densa. Fu quindi possibile risanarne, con l'abbattimento dei corpi di fabbrica interni, l'allargamento delle corti, trasformate in spazi verdi o sociali. Anche la dotazione di servizi pubblici, fino ad allora insufficiente, fu molto incrementata.
Nel 1986 fu inaugurato, sull'area delle vecchie officine del gas, il complesso Ernst-Thälmann-Park, contenente un parco, il monumento a Ernst Thälmann, centri culturali, il planetario Zeiss, una piscina coperta ed edifici residenziali. Negli stessi anni, il quartiere divenne centro della scena alternativa di Berlino Est, ospitando molti oppositori (dai punk agli evangelici) al regime della RDT.
In occasione del 750º anniversario della fondazione della città (1987) furono restaurate le vie intorno a Kollwitzplatz. In particolare, sulla Husemannstraße venne ricostruito l'arredo urbano della fine ottocento, e ripristinati gli stucchi sulle facciate degli edifici.
Dalla riunificazione tedesca nel 1990, completati i lavori di risanamento del patrimonio edilizio, Prenzlauer Berg è diventato un punto di attrazione per giovani e artisti, con l'apertura di numerosi bar, ristoranti e attrezzature culturali.
È oggi uno dei quartieri più vitali della città, anche per l'alto numero di famiglie con bambini.

## Da vedere
- Wohnstadt Carl Legien, una delle residenze in stile moderno considerate dall'UNESCO patrimonio dell'umanità
- Kulturbrauerei, grande centro culturale ospitato nell'ex fabbrica di birra Schultheiss
- Sinagoga in Rykestraße
- Wasserturm Prenzlauer Berg, torre idrica in disuso
- Zeiss-Großplanetarium
- Ernst-Thälmann-Park
- Friedrich-Ludwig-Jahn-Sportpark, grande centro sportivo sul sito dell'ex piazza d'armi
- Mauerpark, area verde realizzata lungo il percorso dell'ex muro di Berlino
- Complesso sportivo Velodrom, Schwimm- und Sprunghalle, sull'area dell'ex macello
- Museo nel Kulturbrauerei, museo di storia contemporanea

## Comunicazioni

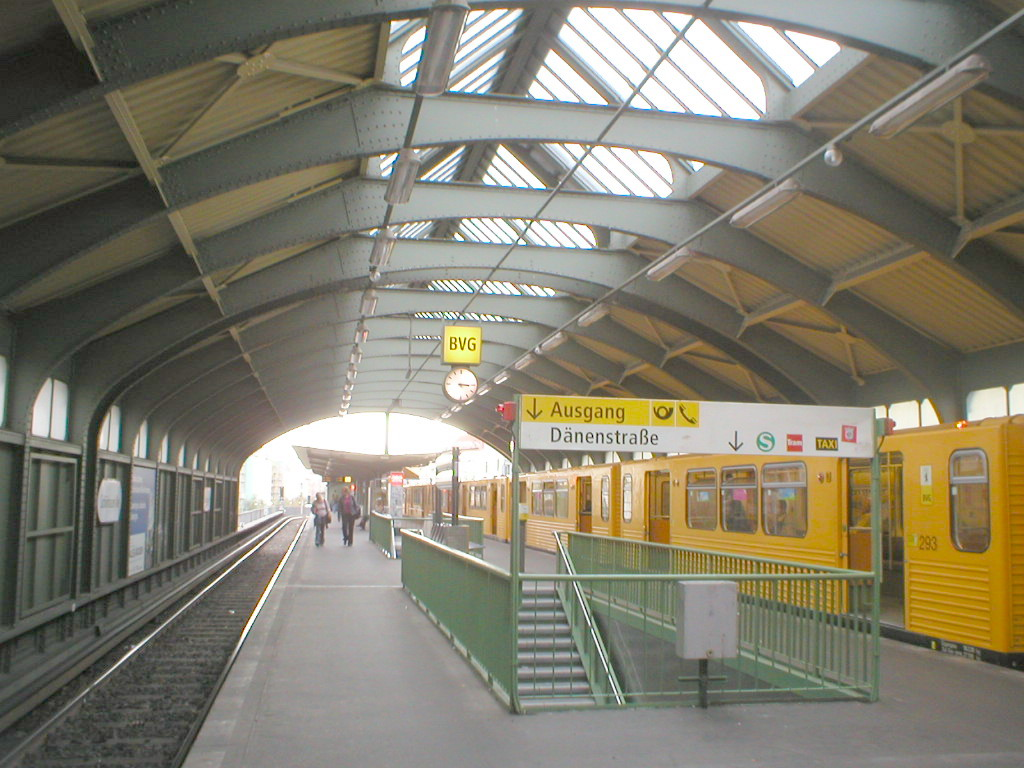
La stazione della metropolitana Schönhauser Allee (linea U2)

### Strade e piazze
Prenzlauer Berg è ben collegato. Le strade più importanti sono le antiche vie di uscita dalla città (Schönhauser Allee, Prenzlauer Allee, Greifswalder Straße, Landsberger Allee) e le strade principali che corrono ad angolo retto con esse (Danziger Straße, Bornholmer Straße, Wisbyer Straße, Ostseestraße), un tempo progettate come anelli intorno alla città. Due strade federali (B 2 e B 96a) attraversano il quartiere. La rete stradale, con 192 strade, ha una lunghezza di 92 chilometri, relativamente pochi a causa della struttura a blocchi. Piazze importanti sono Arnimplatz, Falkplatz, Helmholtzplatz ("Helmi"), Humannplatz, Kollwitzplatz ("Kolle"), Senefelderplatz, Teutoburger Platz, Stadtplatz Marie e Arnswalder Platz, oltre al Volkspark Prenzlauer Berg.

### Trasporto pubblico
Prenzlauer Berg è ben servito dai trasporti pubblici con l'anello della S-Bahn, una linea della U-Bahn, nove linee di tram e diverse linee di autobus.
La linea ad anello della S-Bahn ha cinque stazioni nell'area del quartiere (Schönhauser Allee, Prenzlauer Allee, Greifswalder Straße, Landsberger Allee e Storkower Straße). Nelle prime quattro stazioni è possibile cambiare con il tram, mentre a Schönhauser Allee è possibile cambiare con la metropolitana.
La linea U2 della U-Bahn di Berlino passa con tre stazioni (Senefelderplatz, Eberswalder Straße e Schönhauser Allee) a Prenzlauer Berg, in parte sotto e soprattutto come linea sopraelevata sopra Schönhauser Allee, la più importante via dello shopping del quartiere.
La linea tranviaria M1 percorre Kastanien- e Schönhauser Allee, la linea 12 Kastanien- e Pappelallee e Stahlheimer Straße, M2 Prenzlauer Allee, M4 Greifswalder Straße, M10 Danziger e Eberswalder Straße e M13 Wisbyer e Bornholmer Straße. All'incrocio Schönhauser Allee/Danziger Straße si trova una "stella" con binari in cinque direzioni.
A est, su Landsberger Allee, si trovano le linee di tram M5, M6 e M8. Anche alcune linee di autobus (156, 200) attraversano la zona, anche se il traffico di autobus è generalmente insignificante a causa del buon sviluppo della rete ferroviaria di Prenzlauer Berg.

## Galleria d'immagini

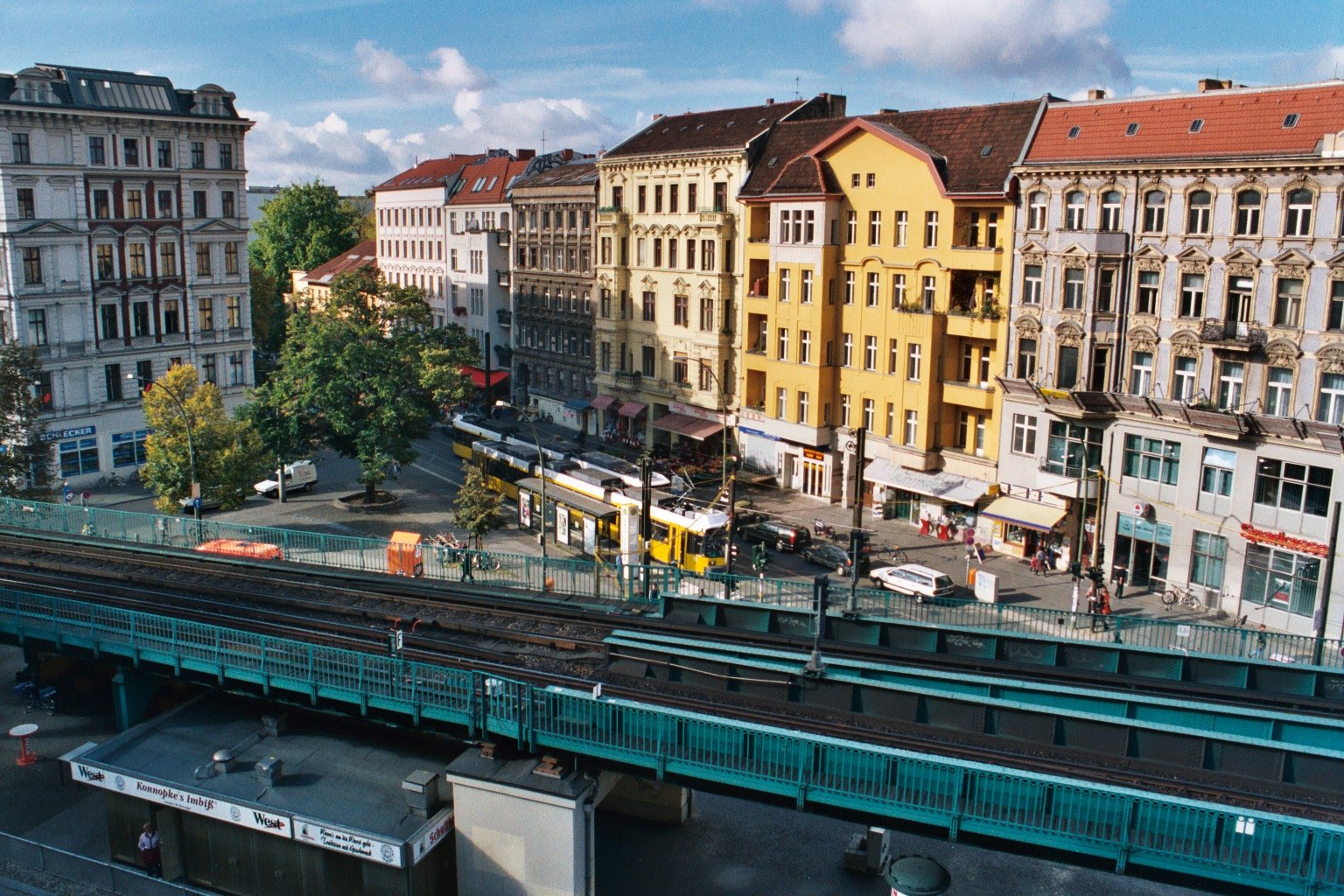
Vista del quartiere
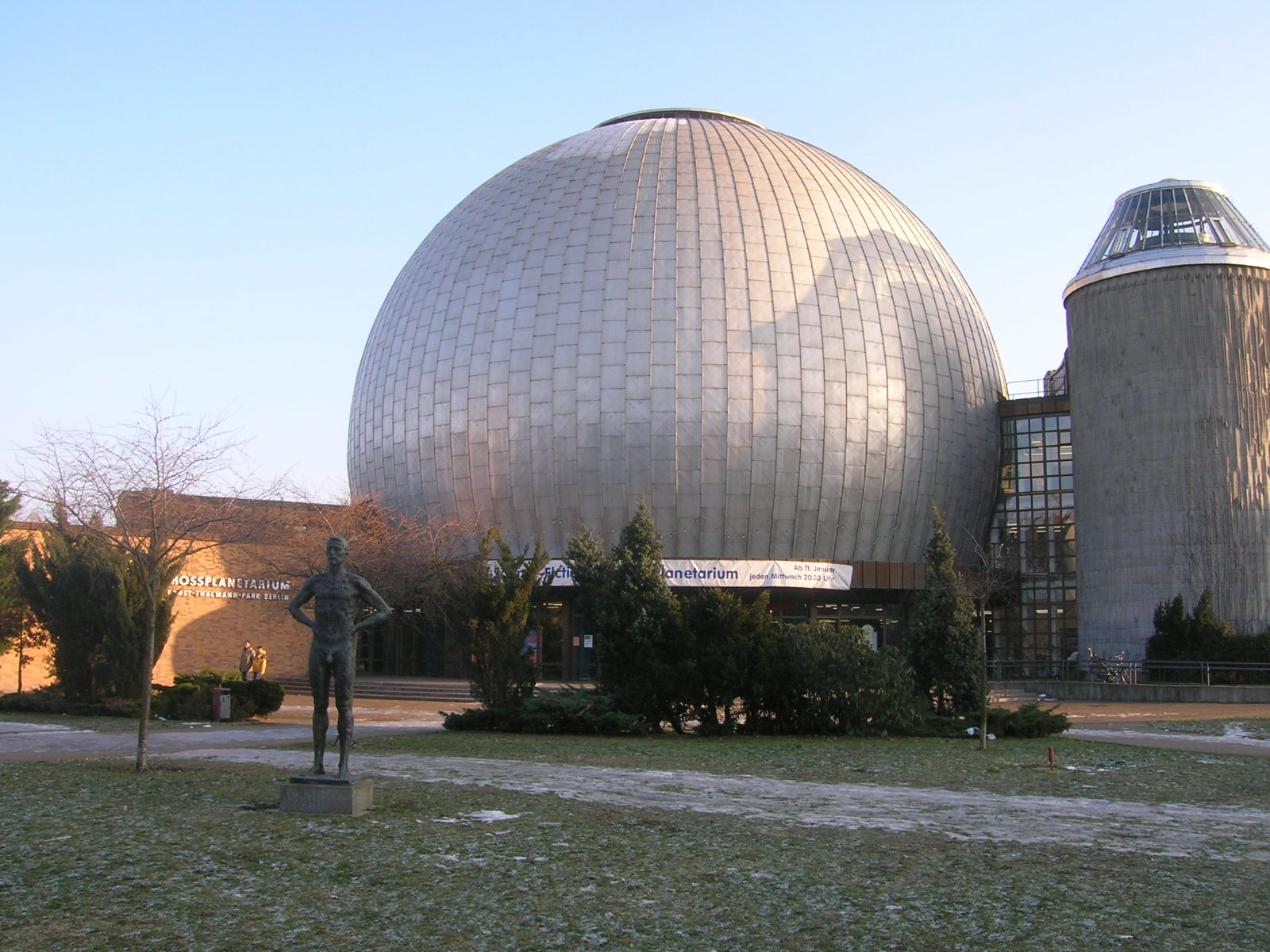
Il Planetario Zeiss
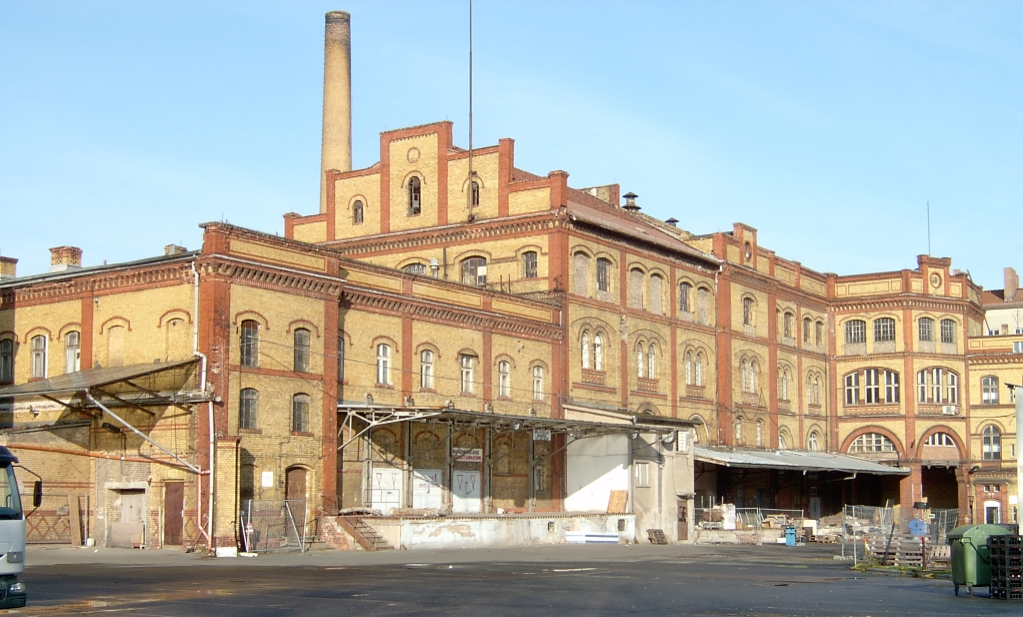
La birreria Bötzow
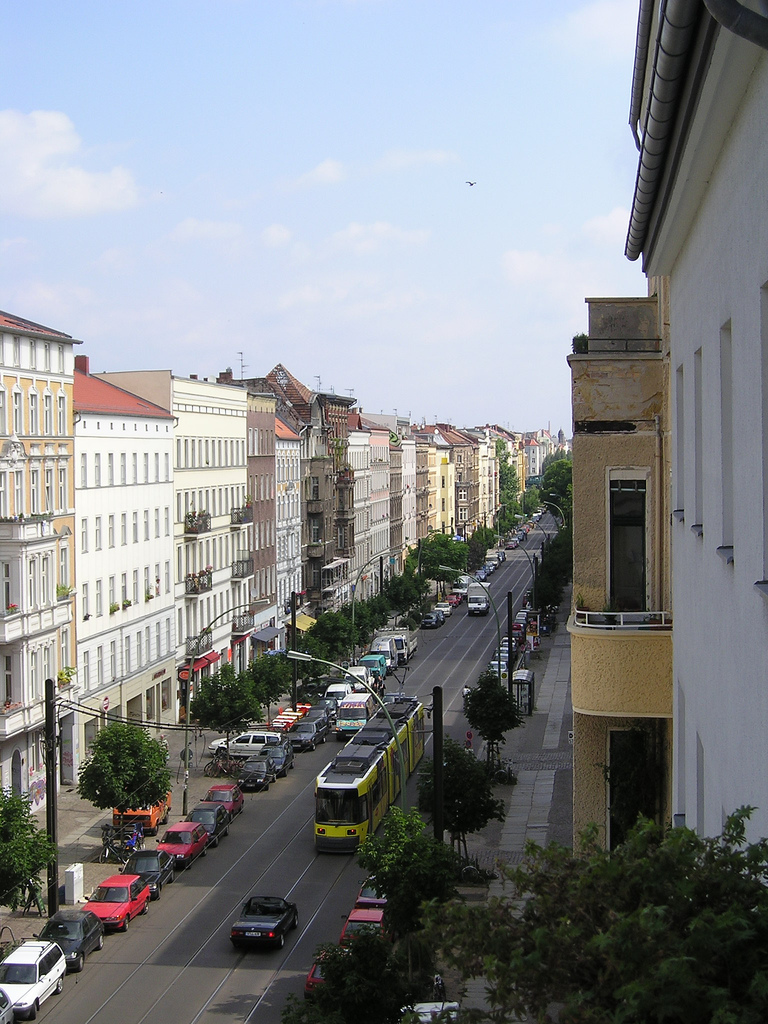
Kastanienallee